# Рожнятов
Рожня́тов (укр. Рожнятів) — посёлок в Калушском районе Ивано-Франковской области Украины. Административный центр Рожнятовской поселковой общины.

## Население
В январе 1989 года численность населения составляла 4259 человек.
На 1 января 2013 года численность населения составляла 3882 человек.

### Языковой состав
Родной язык населения по данным переписи 2001 года:
| Язык       | Численность, чел. | Доля     |
| ---------- | ----------------- | -------- |
| Украинский | 3 960             | 98,93 %  |
| Другое     | 43                | 1,07 %   |
| Итого      | 4 003             | 100,00 % |

Украинский язык является официальным и основным языком посёлка.

## История
В 1975 году рассматривался вариант строительства в Рожнятове атомной электростанции. Конкурентом выступил город Нетешин Хмельницкой области Украины. После проведения изыскательных работ было принято решение о строительстве АЭС в Нетешине.